# Karakul (Krym)
Karakul (ukr. Каракуль, ros. Совхозное, Sowchoznoje, do 2023 oficjalnie Sowchozne, ukr. Совхозне, ze względu na rosyjską okupację zmiana nie weszła dotąd w życie) – wieś na Ukrainie, w Autonomicznej Republice Krymu (de iure stanowiącej integralną część państwa ukraińskiego, w 2014 anektowanej przez Rosję i odtąd funkcjonującej jako Republika Krymu), w rejonie krasnoperekopskim. W 2021 liczyła 1369 mieszkańców.